# 刘曾坤
刘曾坤（1923年—2013年12月19日），男，直隶（今河北）河间人，中华人民共和国政治人物，曾任天津市人民政府副市长，天津市人大常委会副主任。